# サント＝カトリーヌ (ローヌ県)
サント＝カトリーヌ （Sainte-Catherine）は、フランス、オーヴェルニュ＝ローヌ＝アルプ地域圏、ローヌ県のコミューン。

## 歴史
フランス革命後、コミューンはリアール＝スー＝リヴリー（Riard-sous-Riverie）と改名させられていた。

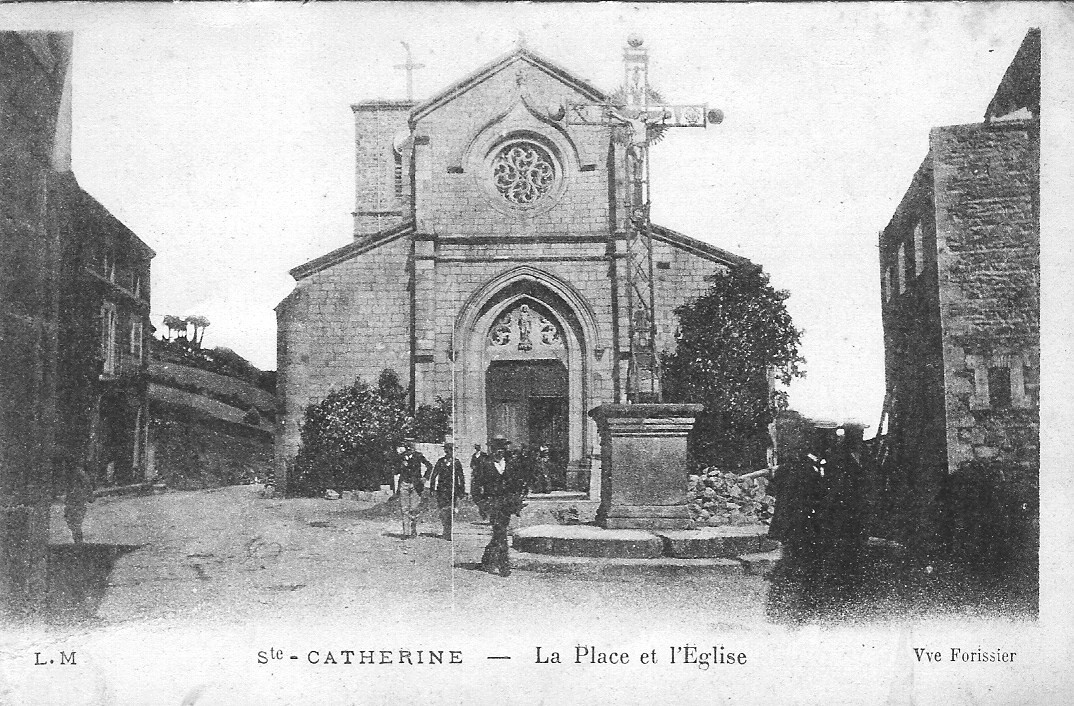
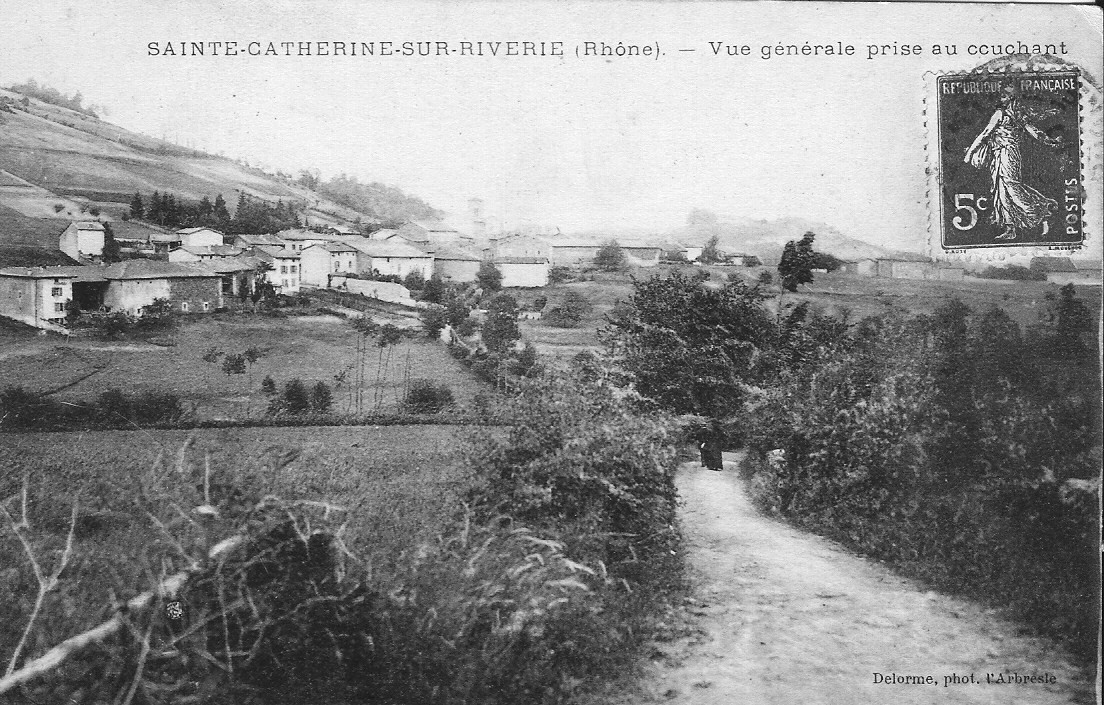
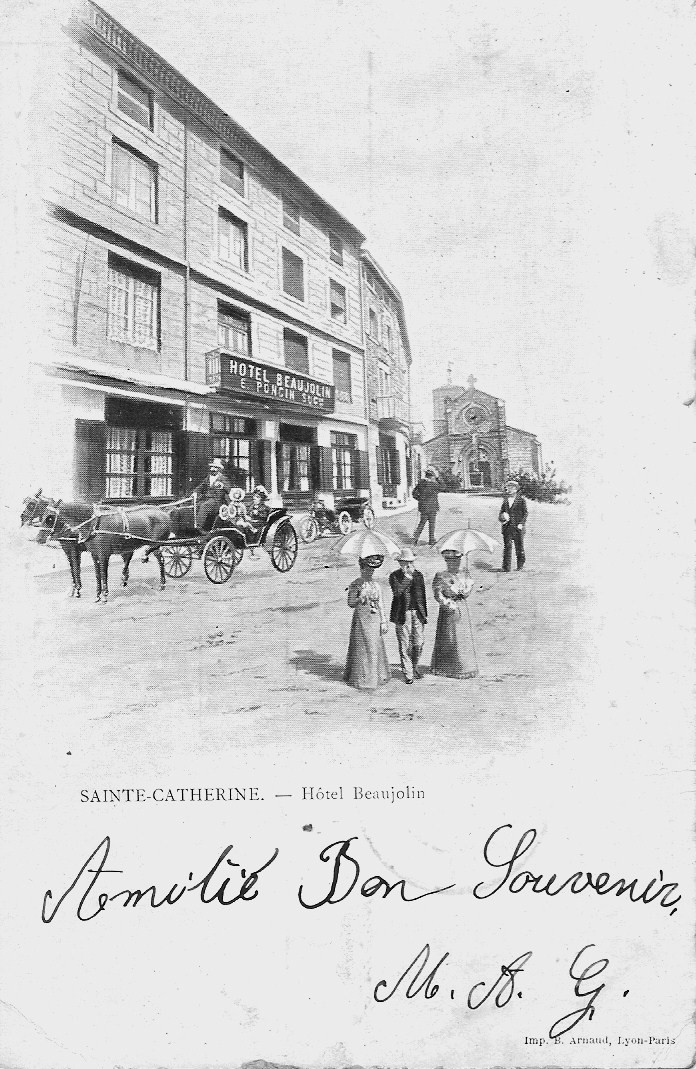

## 人口統計
| 1962年 | 1968年 | 1975年 | 1982年 | 1990年 | 1999年 | 2007年 | 2012年 |
| ------ | ------ | ------ | ------ | ------ | ------ | ------ | ------ |
| 577    | 593    | 566    | 729    | 770    | 856    | 927    | 927    |

source=1999年までLdh/EHESS/Cassini、2004年以降INSEE

## ゆかりの人物
- ジャン＝ピエール・ネル（fr:Jean-Pierre Néel）[5] - サント＝カトリーヌのソレミュー集落の生まれ。カトリック司祭。宣教師となって中国へ渡る。1862年1月18日、貴陽市にて逮捕され拷問のすえに殉教。2000年、ローマ教皇ヨハネ・パウロ2世によって列聖された。